# Протести у Србији 2016.
Српски протести 2016. били су серија мирних демонстрација које су започеле због рушења у Савамали и оптужби за изборну превару на изборима 2016. године.

## Повод протеста

### Рушење Савамале
У изборној ноћи између 24. и 25. априла 2016. године око 30 људи у капуљачама дошло је са булдожерима сруши приватне објекте у насељу Савамала, у Београду. Полиција није реаговала на вишеструке позиве људи чији су објекти срушени током ноћи, полиција се овим питањем није бавила све до 30. априла када је министар унутрашњих послова Небојша Стефановић најавио да ће рушење бити испитано. Зграде које су срушене биле су у зони контроверзног пројекта градње Београд на води. Ово је навело јавност да претпостави да је рушење извршила влада и то је изазвало антивладине протесте. Демонстранти су тражили оставке највиших државних функционера који су учествовали у рушењу, владини званичници чију су оставку тражили демонстранти су: градоначелник Београда Синиша Мали, министар унутрашњих послова Небојша Стефановић, председник Скупштине града Београда Никола Никодијевић и в.д. Владимир Ребић.

### Превара на парламентарним изборима
Погледајте и: Парламентарни избори у Србији 2016
Опозиционе странке оптужиле су владајућу Српску напредну странку за изборну превару на парламентарним изборима 2016. године. Тврдили су да је владајућа странка користила гласове покојника, а да нису пребројани сви гласови за опозицију.

### Смрт Слободана Танасковића
Слободан Танасковић био је чувар једног од објеката у ноћи рушења Савамале. Људи у фантомкама су му одузели лична документа и те ноћи су му претили смрћу. Према речима његових пријатеља, превезен је у болницу, у прединфарктном стању. Касније је преминуо у болници, али узрок смрти није објављен. Министар здравља Златибор Лончар саопштио је да Слободану ништа није причињено након оптужби да га лекари намерно нису добро третирали јер је један од кључних сведока.

## Временска линија

### Април
30. априла први протест организују главне опозиционе странке чији су лидери одржали говоре на протестима. Санда Рашковић Ивић, лидерка Демократске странке Србије, рекла је да са Вучићем на власти Србија полако постаје као Северна Кореја. Протесту је присуствовало неколико хиљада, полиција није дала званичну процену.

### Мај
Грађански покрет Не давимо Београд организовао је 11. маја протест коме су присуствовали и лидери опозиције. Демонстранти су тражили оставке владиних званичника који су оптужени да су организовали рушење Савамале. То су: градоначелник Београда Синиша Мали, министар унутрашњих послова Небојша Стефановић, председник Скупштине града Београда Никола Никодијевић и вршилац дужности начелника београдске полиције Владимир Ребић.
Демократска странка Србије је 14. маја организовала протесте на којима је захтевала објашњење ко су људи у фантомкама који су срушили Савамалу и ко их је послао.
Грађански покрет Не давимо Београд поново организује протест 25. маја. Демонстранти су тражили и разјашњење погибије чувара из Савамале Слободана Танасковића који је преминуо у болници.

### Јун
Неколико антивладиних организација одржало је 15. јуна протест у Новом Саду због промене генералног директора Радио-телевизије Војводине, који је сматран политички независним, са оним који је поставила владајућа странка. Овом протесту су присуствовале и антивладине организације из Београда.
У Београду је 25. јуна одржан највећи протест на коме је присуствовало више од 25.000 људи, док су шетали градом поздравило их је мноштво људи са балкона и прозора. 

### Јул
Демонстранти су 18. јула покушали да затраже оставку Синише Малог, што је довело до мањег обрачуна са полицијом у коме је један полицајац лакше повређен. Синиша Мали је рекао да му се прете и да је тужио једног од демонстраната који је наводно напао и повредио полицајца. 